# Geofizika (tvrtka)
Geofizika d.d. je hrvatska seizmička servisna tvrtka koja svoju djelatnost, istraživanje podzemlja u svrhu detektiranja rezervi nafte, plina, vode i mineralnih sirovina, obavlja uglavnom u području Sjeverne Afrike i Bliskog Istoka.
Prema Nacionalnoj klasifikaciji djelatnosti, Geofizika je registrirana pod šifrom 73101 - istraživanje i razvoj u prirodnim znanostima
- Geološka istraživanja ugljikovodika, metalnih i nemetalnih sirovina
- Površinski i podzemni istražni radovi (istražna bušenja i drugi istražni radovi)
- Hidrogeološka istraživanja (istraživanja i proračunavanja iz područja hidrogeologije)
- Inženjersko-geološka istraživanja (istraživanja i proučavanja terena radi izgradnje građevinskih objekata).

### Povijest
Nastala je iz Zavoda za geofizička istraživanja, osnovanog 31. svibnja 1951. godine, te je bila prva tvrtka za primijenjenu geofiziku na prostorima Jugoistočne Europe i imala je važnu ulogu u svim geofizičkim istraživanjima na području bivše Jugoslavije, Albanije i Grčke. Istovremeno su se izvodila podzemna istraživanja po cijelom svijetu. Bliski Istok (Turska, Libanon, Sirija, Jordan, Irak, Iran), Afrika (Egipat, Libija, Sudan, Obala Bjelokosti, Namibija), kao i Jugoistočna Azija (Burma i Kambodža) su samo neke od lokacija na kojima je ova tvrtka radila.

### Međunarodna prisutnost
Podružnice Geofizike d.d.:
- Sirija, Damask
- Libija, Tripoli
- Maroko, Casablanca

Geofizikine tvtke kćeri:
- Bosna i Hercegovina, Sarajevo
- Egipat, Kairo
- Oman, Muscat
- Srbija, Beograd

## Vanjske poveznice
- Geofizika d.d. webstranica tvrtke
- Webstranica tvrtke na HGK  Arhivirana inačica izvorne stranice od 12. prosinca 2013. (Wayback Machine)